# Акцент (выговор)
Акце́нт, вы́говор — манера произношения слов определённым человеком. В акценте отражаются звуковые особенности другого языка или наречия, реже — индивидуального говора.
Акценты не следует путать с диалектами, которые являются вариантами языка, различающимися набором слов, синтаксисом и морфологией, так же, как и произношением. На диалекте обычно говорит группа, объединённая местом нахождения или социальным статусом.

## Развитие
Дети в состоянии исправить свои акценты быстро; дети путешествующих семей, например, могут изменить своё произношение в пределах короткого периода времени. Это, вообще, остается верным до примерно двадцатилетнего возраста, после которого акцент человека становится более устойчивым.
Однако акценты могут изменяться даже у взрослого человека. Сделанный Джонатаном Харрингтоном акустический анализ Рождественских обращений королевы Елизаветы II показал, что речевые образцы могут продолжать изменяться в течение всей жизни.

## Социальные факторы
Когда в группе существует стандартное произношение, то те люди, которые отклоняются от него, «говорят с акцентом». Люди из Соединённых Штатов «говорят с акцентом» с точки зрения англичанина, и наоборот.
Группы, разделяющие опознаваемый акцент, могут быть определены любым большим разнообразием общих черт. Акцент может быть связан с областью, в которой говорящие проживают (географический акцент), социально-экономическим положением говорящих, их этнической принадлежностью, их кастой или социальным классом, их первым языком (когда язык, на котором слышат акцент, не является их родным языком), и т. д.

## Престиж
Традиционно определённые акценты несут больше престижа в обществе, чем другие акценты. Это часто происходит из-за их ассоциации с элитной частью общества. Например, в Соединённом Королевстве стандартное произношение (Received Pronunciation) английского языка связано с традиционным высшим сословием.